# Балдуин II де Куртене
Балдуин II де Куртене Порфироносный (фр. Baudouin II de Courtenay, 1217/1218, Константинополь — 1273, Неаполь, Италия) — сеньор де Куртене и де Монтаржи, последний император Латинской империи 1228—1261, маркграф Намюра 1237—1256, сын Пьера II де Куртене и Иоланты.

## Биография

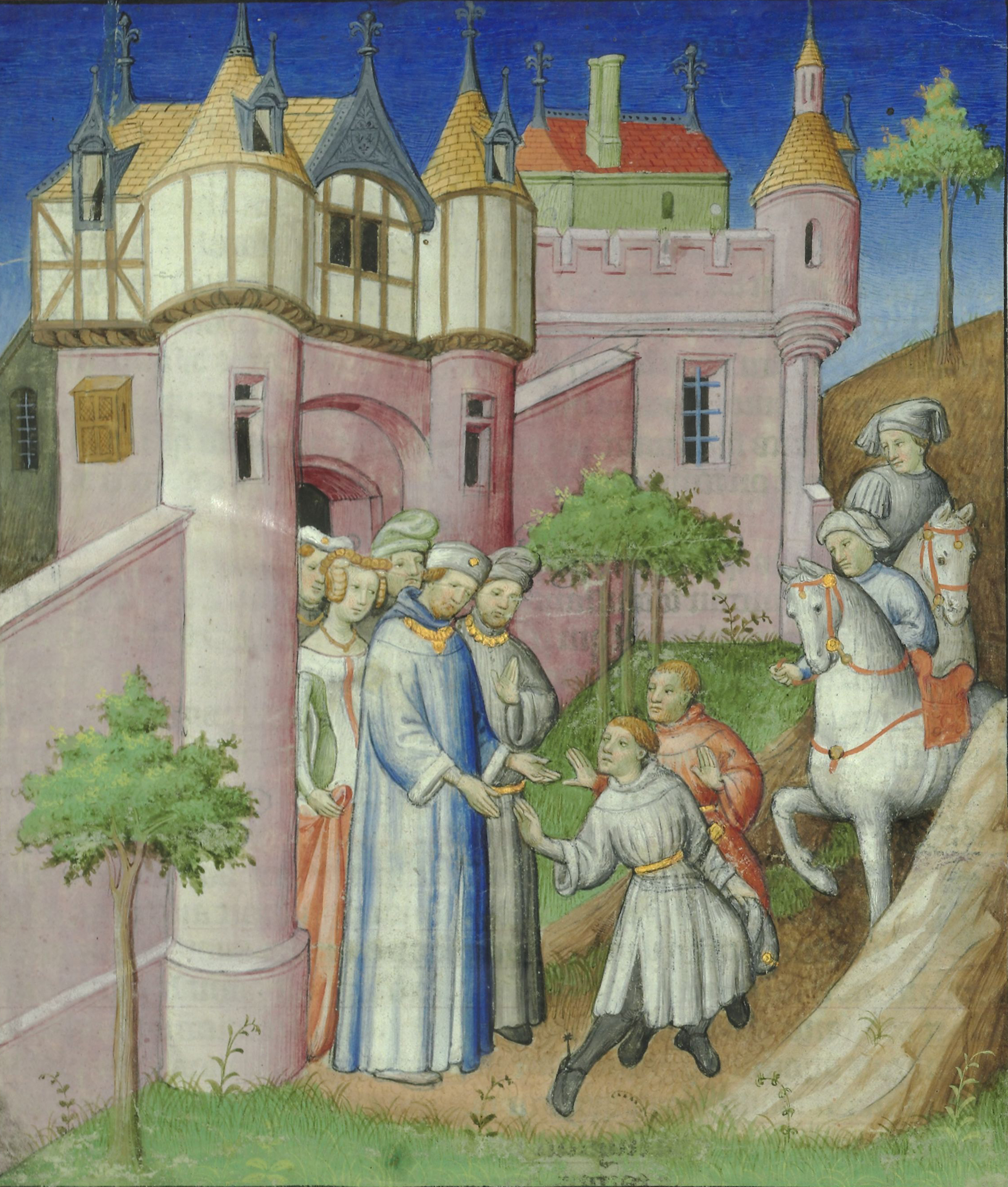
Император Балдуин II напутствует Николо Поло перед его путешествием

Когда в 1228 году умер император Робер де Куртене, старший брат Балдуина, ему было всего 11 лет. Пожизненным регентом и правителем империи бароны империи выбрали Жана (Иоанна) де Бриенна, бывшего короля Иерусалимского королевства. При этом для того, чтобы скрепить этот союз, Балдуина женили на дочери Жана, Марии. Брачный контракт был заключён в 1229 году, а церемония состоялась уже в 1234 году. В 1231 году Балдуин был коронован в Константинополе императорской короной, но реальная власть оставалась у Жана де Бриенна.
Самостоятельно Балдуин начал править только после смерти тестя, случившейся в 1237 году. Однако территория Латинской империи к этому времени уменьшилась почти до стен Константинополя, кроме того, императору постоянно не хватало денег из-за тяжёлой финансовой ситуации. Из-за этого во время своего правления Балдуин в основном занимался тем, что пытался получить помощь у европейских правителей, чтобы вернуть захваченные императорами Никейской империи владения.
Кроме того, он пытался раздобыть деньги, для чего заложил королю Франции не только все свои владения во Франции, но и византийские реликвии, а Венеции в залог оставил даже своего собственного сына Филиппа (позже его выкупил король Кастилии Альфонсо X). Однако особых успехов он не добился. А в июле 1261 года Михаил VIII Палеолог, император Никейской империи, застал Балдуина врасплох и овладел Константинополем. В результате этого Латинская империя прекратила своё существование, а Михаил возродил Византийскую империю.
Балдуин смог бежать из Константинополя со своим близким окружением в Италию на венецианской галере. Часть бежавших с ним из Константинополя баронов Латинской империи осталась ждать де Куртене на Пелопоннесе. Всю оставшуюся жизнь он пытался набрать армию для отвоёвывания своих владений. Во Франции он помощи получить не смог. Единственным правителем, способным помочь в возвращении утерянной империи, Балдуин считал короля Сицилии Манфреда.
После смерти Манфреда Балдуин при посредничестве папы римского в мае 1267 года помирился с бывшим противником Манфреда, Карлом I Анжуйским, новым правителем Сицилийского королевства. Карл сделал одной из своих целей отвоевывание Константинополя и восстановления Латинской империи. Договор был скреплён обручением сына Балдуина, Филиппа, и дочери Карла Беатрисы, причём в случае бездетности Филиппа все права на империю должны были отойти к Карлу. Балдуин, перебравшийся ко двору Карла, передал ему сюзеренитет над Ахейским княжеством и сюзеренитет над большинством островов Эгейского моря. Однако различные обстоятельства помешали Карлу осуществить эти планы.
Балдуин умер в 1273 году и был похоронен в кафедральном соборе Барлетты.

## Брак и дети
Жена: с 19 апреля 1229 (контракт) / 1234 (лично) Мария де Бриенн (ок. 1225 — после 5 мая 1275), дочь Жана де Бриенна, короля Иерусалима и императора Латинской империи, и Беренгарии Кастильской. Дети:
- Филипп (1243 — 15 декабря 1283), титулярный Император Латинской империи с 1273
- сын (ок. 1244 — в млад.)